# Den gode herden

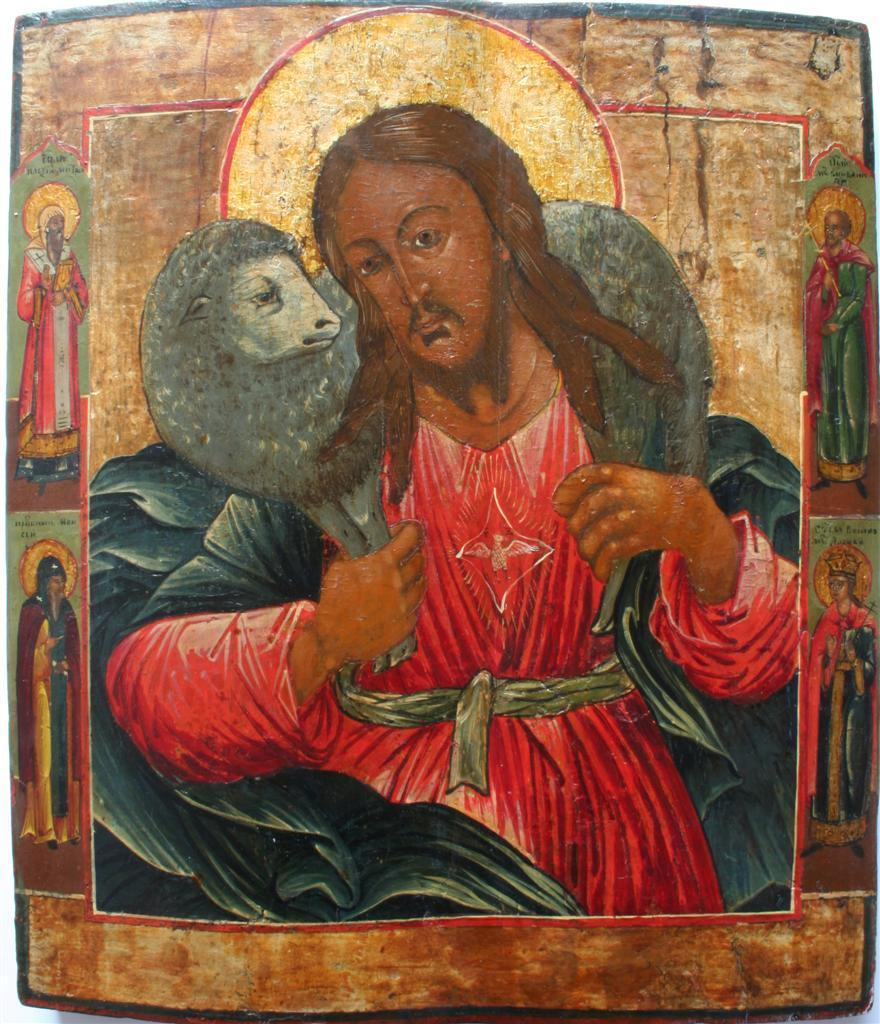
Den gode herden.

Den gode herden är ett bibliskt uttryck som förekommer i Johannesevangeliet 10:11. Det syftar på Jesus som ger sitt liv för fåren. Han säger att han är "grinden in till fåren", in till fårens hägn; att den som går in genom honom ska finna trygghet. I den folkliga föreställningsvärlden på Jesu tid framställdes det eviga livet som en trygg betesplats, ett fårahägn. Jesus säger alltså att han är porten in till det eviga livet. Jesu roll som Människosonen anknyter till herdefunktionen: Människosonen har kommit för att söka upp och rädda det som var förlorat.